# برندن بس
برندن ساموئل بس (به انگلیسی: Brandon Bass) بازیکن بسکتبال عضو بوستون سلتیکس در لیگ حرفه‌ای بسکتبال آمریکا (ان بی ای) است.
وی به مدت دو سال برای تیم بسکتبال دانشگاه ایالتی لوئیزیانا بازی می‌کرد. وی در سال ۲۰۰۵ برای ورود به لیگ حرفه‌ای بسکتبال آمریکا وارد NBA Draft شد و در دور دوم در انتخاب سی و سوم توسط تیم نیو اورلئانز هورنتز گزینش شد. وی سابقه بازی برای تیم‌های دالاس موریکس و اورلاندو مجیک را دارد. برندن از سال ۲۰۱۱ برای تیم بوستون سلتیکس توپ می‌زند.